# Sakyo Komatsu
Sakyo Komatsu (小松左京 Komatsu Sakyō), född 28 januari 1931 i Osaka, död 26 juli 2011 i Minoh, Osaka prefektur, var en japansk science fiction- och manusförfattare. I västvärlden är han troligen mest känd för romanerna Japan Sinks och Sayonara Jupiter, vilka båda blivit film. Han har kallats ”Kungen av japansk SF”.

## Karriär
Komatsu studerade italiensk litteratur vid Kyotos universitet och utexaminerades därifrån 1954. Han började skriva under studietiden och övergick 1959 till Science fiction. Genombrottet kom 1973 med publiceringen av Japan Sinks, för vilken han belönades med Japan Mystery Writers Associations 27:e årliga pris. 1985 vann han Sixth Annual SF Grand Prix för sin Tokyo Vanished. Hans berättelse The Savage Mouth översattes av Judith Merril och har kommit i en antologi. 
Som manusförfattare, regissör och filmproducent fick han upp filmversionen av Bye-bye Jupiter på vita duken 1984.
Komatsu har deltagit i arrangemangen av ett antal stora publika evenemang:
- Världsutställningen i Osaka (1970)
- Tsukuba Science utställning (1985)
- Sidenvägsutställningen i Nara (1988)
- Internationella trädgårdsutställningen (1990), gav honom Osaka Cultural Award som huvudproducent

Han hade ett stort antal uppdrag, bland andra som Director of the Japan Society for Future Research
Komatsu var en av de två författar-hedersgästerna vid den 65e World Science Fiction Convention 2007 i Yokohama, Japan, den första Worldcon som hålls i Asien.

## Utmärkelser
Asteroiden 6983 Komatsusakyo är uppkallad efter honom.

## Arbeten

### Romaner
- 日本アパッチ族 (Nihon　apachi　zoku)　光文社文庫. ISBN 4-334-72869-3
- "VIRUS" (復活の日 Fukkatsu no　hi),　ハルキ文庫 (1998). ISBN 4-89456-373-8
- "Espy" (エスパイ Esupai), 早川書房 (2000）. ISBN 4-15-010034-9
- 果しなき流れの果に (はてしなき　ながれの　はてに),　早川書房 (2000）. ISBN 4-15-030001-1
- "Japan sjunker", (日本沈没 Nihon Chinbotsu) i två volymer
  - volym I:　光文社文庫 (1995）. ISBN 4-334-72043-9
  - volym II:　光文社文庫 (1995）. ISBN 4-334-72044-7
- Sayonara Jupiter (Bye-bye Jupiter) (1982) (さよならジュピター)　i två volymer 
  - volym I:　ハルキ文庫 (1995). ISBN 4-89456-522-6
  - volym II:　ハルキ文庫 (1999). ISBN 4-89456-523-4
- The Capital Vanishes (首都消失 Shuto shōshitsu)　i två volymer
  - volym I:　トクマノベルズ (1985). ISBN 4-19-153056-9 ／ハルキ文庫 (1998). ISBN 4-89456-402-5
  - volym II:　トクマノベルズ (1985）. ISBN 4-19-153057-7 ／ハルキ文庫 (1998）. ISBN 4-89456-403-3
- KYOMU KAIRO (虚無回廊, きょむ　かいろう) trilogi
  - （i）徳間書店 (1987）.　ISBN 4-19-123555-9 ／ハルキ文庫 (2000）. ISBN 4-89456-690-7
  - （ii）徳間書店 (1987）.　ISBN 4-19-123556-7 ／ハルキ文庫 (2000）. ISBN 4-89456-691-5
  - （iii）　角川春樹事務所 (2000）. ISBN 4-89456-192-1
- 件くだんのはは, ハルキ文庫 (1999）.　ISBN 4-89456-562-5
- 空中都市008 アオゾラ市のものがたり, 講談社青い鳥文庫 (2003）.　ISBN 4-06-148620-9
- 青い宇宙の冒険, 講談社 (1985）.　ISBN 4-06-103826-5 ／講談社青い鳥文庫 (2004）. ISBN 4-06-148661-6
- 宇宙人のしゅくだい, 講談社青い鳥文庫 (2004）.　ISBN 4-06-274702-2

### Översikter, föredrag och essäer
- おもろ放談,　角川文庫 (1981）.
- 小松左京のSFセミナー, 集英社文庫 (1982）.
- SFへの遺言,　光文社 (1997）. ISBN 4-334-97142-3
- 教養,　徳間書店 (2001）. ISBN 4-19-861266-8

### Manga
- 幻の小松左京モリ・ミノル漫画全集, 小学館 (2002）. ISBN 4-09-179421-1

### Filmer
- Japan Sinks, (1976) och (2006), 『日本沈没』 (Geofysikern Takeuchi Hitoshi har rollen som "geofysiker Takeuchi Hitoshi" 「地球物理学者竹内均」 i filmversionen 1976）
- 『復活の日』
- 『エスパイ』
- 『首都消失』
- Sayonara Jupiter (1984)

### TV-program
- 宇宙人ピピ (1965) NHK、実写+アニメ合成作品の原作
- 空中都市008 (1969) NHK、竹田人形座による人形劇
- 猿の軍団（1974) TBS
- 小松左京アニメ劇場（1989) 毎日放送